# خالد بن عودة الحربي
خالد بن عودة بن محمد الحربي (ولد عام 1963) هو مواطن سعودي ارتبط بجماعة المجاهدين التابعة لأسامة بن لادن في الثمانينيات ويُعتقد أنه انضم إلى بن لادن في تنظيم القاعدة في منتصف التسعينات. المعروف أيضًا باسم أبو سليمان المكي. وله لحية كثيفة ويستخدم كرسي متحرك.
أفادت بي بي سي بأن الحربي كان صهر أيمن الظواهري.

## القتال من أجل الإسلام
تطوع الحربي للقتال ضد الغزاة السوفيت في أفغانستان خلال الثمانينات.
وفقًا لموقع Global Alert Alert تطوع خالد الحربي للقتال في البوسنة في عام 1992. فقد الحربي ساقيه خلال الحرب في البوسنة.

## استقراره في البوسنة
في أعقاب حرب التحرير الناجحة، في عام 1995، قدمت جمهورية البوسنة والهرسك الجديدة الجنسية لجميع المتطوعين الأجانب الذين قاتلوا نيابة عنهم.
استقر الحربي في البوسنة حتى صدرت مذكرات توقيف ضده مع ثمانية عشر رجلاً آخرين في عام 1997. وكان الإدعاء ضد الحربي أنه وفر ملاذا آمنا للإرهابيين.
اختفى الحربي منذ صدور مذكرة التوقيف ومظهره في شريط فيديو مسجّل في أواخر عام 2001 حيث أجرى محادثة مطولة مع أسامة بن لادن.

## ظهور مع أسامة بن لادن
أصدرت وزارة الدفاع الأمريكية شريط فيديو في 13 ديسمبر 2001 يظهر فيه أسامة بن لادن يجري محادثة مطولة مع أحد معارفه السابقين حول الهجوم الذي وقع في 11 سبتمبر. في البداية كانت هوية صديق بن لادن مجهولة الهوية. تكهن المعلقون بأن الصديق المجهول كان ممول مهم للقاعدة، لأنه لم يقم عندما دخل بن لادن الغرفة. في 16 ديسمبر 2001، تم التعرف على الحربي.
أفادت مجلة التايم أن مسؤولين أمريكيين لم تحدد هويتهم وصفوا الحربي بأنه "لوحة صوتية مقنعة وروحية لبن لادن"، ولكن ليس عضو في القاعدة. " ذكرت صحيفة تايم أن نواف عبيد الذي عرفوه بأنه محلل أمن سعودي، قال إن الحربي يتعاون. ووصف عبيد الحربي بأنه "مجند ناجح للغاية".
في الشريط، صرح خالد الحربي أن الشريط كان يتم تصنيعه بترتيب من الإخوة الذين يدعمون تنظيم القاعدة:
«نحن لا نريد أن نأخذ الكثير من وقتك، ولكن هذا هو ترتيب الإخوة. الناس يدعموننا الآن أكثر، حتى أولئك الذين لم يدعمونا في الماضي، يدعموننا الآن. لم أكن أريد أن أغتنم الكثير من وقتك».
في الشريط، يقول خالد الحربي إنه هو وأولئك الذين معه بدأوا يتساءلون لماذا لم يسمعوا أخبارًا عن الهجمات، ثم تلقوا الأخبار واحتفلوا بها.
تنص مقدمة الترجمة على أن الشريط تم تصنيعه في منتصف نوفمبر 2001 في أفغانستان. بدأ القصف الأمريكي لأفغانستان في 7 أكتوبر 2001.

## العفو والاستسلام
بعد ذلك، عاش الحربي مختبئًا على الحدود الإيرانية الأفغانية.
سلم الحربي نفسه للسفارة السعودية في إيران في 13 يوليو 2004. كان استسلامه جزءًا من عرض عفو عام مدته شهر واحد قدمته الحكومة السعودية في 23 يونيو 2004؛ توقع بعض المعلقين بأن الحربي غير مؤهل للعفو، بحجة أنه ينطبق فقط على أولئك الذين ارتكبوا هجمات داخل المملكة العربية السعودية.

## روابط خارجية
- تقرير: المسلح الرابع يستسلم للسعوديين: العفو عن المنتسبين لتنظيم القاعدة سينتهي قريبًا، MSNBC، 16 يوليو 2004
- مسؤولون سعوديون يتعرفون على رجل في شريط بن لادن، سي إن إن، 14 ديسمبر 2001